# 戴夫·科尔津
戴维·约翰·科尔津（英語：David John Corzine，1956年4月25日—），美国NBA联盟前职业篮球运动员。他在1978年的NBA选秀中第1轮第18顺位被华盛顿子弹选中。